# Yevsektsia
La Yevsektsia ou Yevsektsiya (russe: евсекция, abréviation de la phrase еврейская секция, yevreïskaya sektsiya, section juive) était la « section juive » du Parti communiste soviétique. Elle fut mise sur pied pour concurrencer et détruire le Bund. Elle s'employa à définir une identité juive purement laïque et culturelle, basée sur la langue yiddish et les traditions musicales, culinaires ou vestimentaires, en combattant l'identité religieuse, l'utilisation de l'hébreu (langue de l'élite religieuse) et le « nationalisme bourgeois » des partis sionistes, pour leur substituer la « culture du prolétariat » et imposer la « dictature du prolétariat » à la classe ouvrière juive. Un autre but de la Yevsektsiya, qui fut en partie atteint, fut la mobilisation de la « diaspora juive » en faveur du régime soviétique. 
La première conférence de Yevsektsia se tint le 20 octobre 1918. Pendant la plus grande partie de son existence, la Yevsektsia fut dirigée par Semyon Dimanstein.
On compta de nombreux Juifs parmi les dirigeants révolutionnaires, dont Trotsky. Cependant, ils étaient dans leur grande majorité hostiles à la tradition et aux partis politiques juifs, car ils adhéraient à l'athéisme et à l'internationalisme prolétarien du Parti bolchevik. 
La Yevsektsia fut démantelée en 1929 et une partie de ses fonctions fut transférée à l'OZET qui fonctionna encore dix ans. En 1934 fut créée la République autonome juive du Birobidjan. Des membres de la Yevsektsia disparurent lors de la Grande Purge. Dimanstein lui-même fut arrêté et condamné à mort en 1938. Il fut réhabilité à titre posthume en 1955, 2 ans après la mort de Joseph Staline.